# We Live Here
We Live Here es un álbum de Pat Metheny Group, publicado en 1995 por el sello Geffen Records. En este álbum el grupo deja de lado el sonido "brasileño" característico de sus tres álbumes anteriores para enfocarse en un estilo más moderno con la incorporación de drum loops y samples. Este álbum muestra un alto nivel de colaboración entre Lyle Mays y Pat Metheny luego de haber compuesto casi todas las canciones juntos, excepto "Episode d'Azur". 
En la década de 1990, el grupo realizó en una gira con el mismo nombre del álbum. En 1995, una de las presentaciones en Japón, fue registrada en video. Para esta gira también se unió al grupo el percusionista brasileño Armando Marçal (alias Marçalzinho).

## Lista de temas
Todos los temas compuestos por Pat Metheny & Lyle Mays, excepto "Episode d'Azur", compuesto por Lyle Mays.
1. "Here to Stay" – 7:39
2. "And Then I Knew" – 7:53
3. "The Girls Next Door" – 5:30
4. "To the End of the World" – 12:15
5. "We Live Here" – 4:12
6. "Episode d'Azur" – 8:45
7. "Something to Remind You" – 7:04
8. "Red Sky" – 7:36
9. "Stranger in Town" – 6:11

## Personal
- Pat Metheny - Guitarras
- Lyle Mays - Piano, Teclados
- Steve Rodby - Bajo acústico, Bajo eléctrico
- Paul Wertico - Batería (instrumento)
- David Blamires - Voz
- Mark Ledford - Voz, Trompeta
- Luis Conte - Percusión

Músicos invitados:
- Sammy Merendino - Programación de loops de percusión
- Dave Samuels - Platillos